# 자전거 경사로

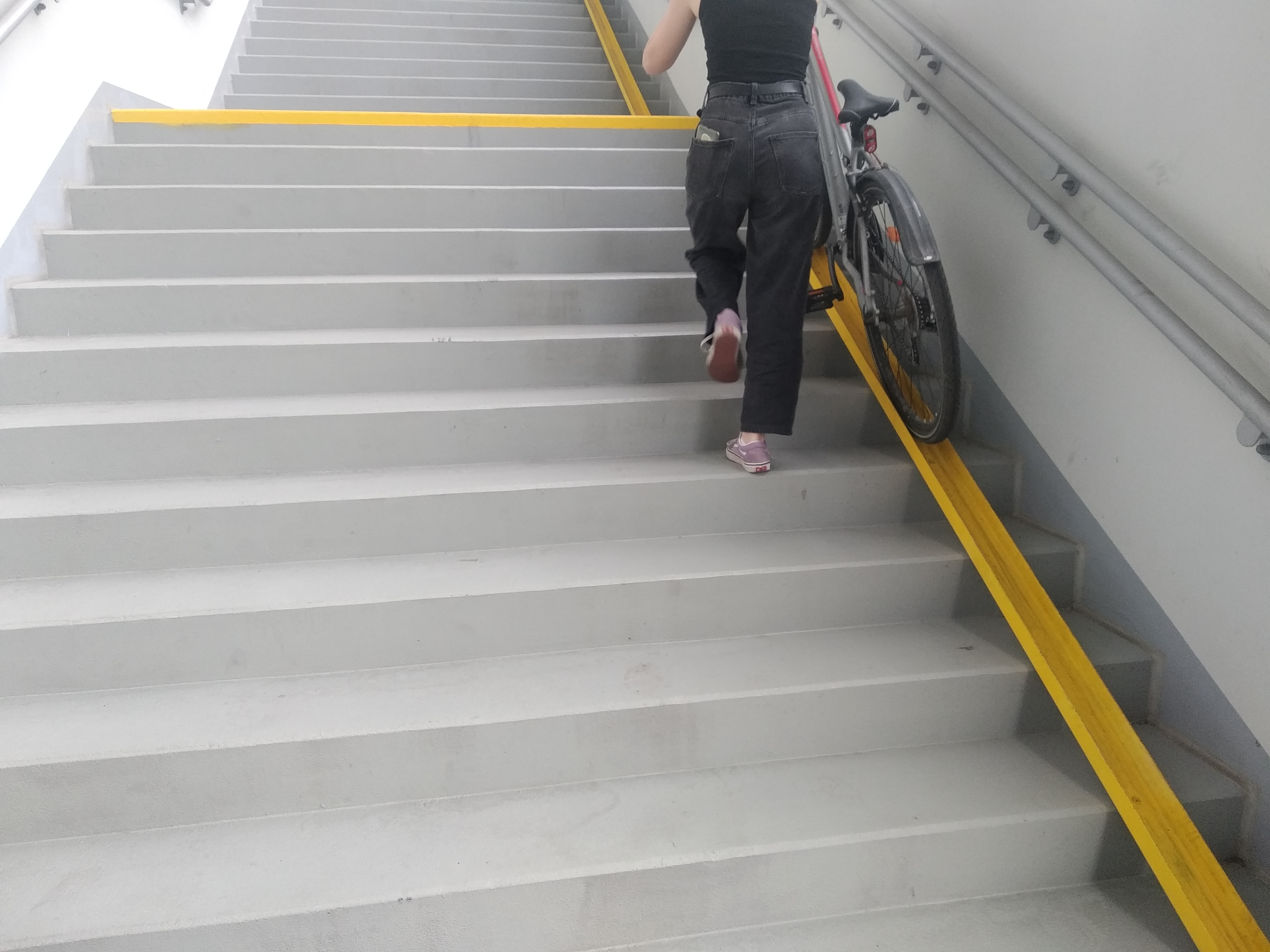
폴란드의 자전거 경사로.

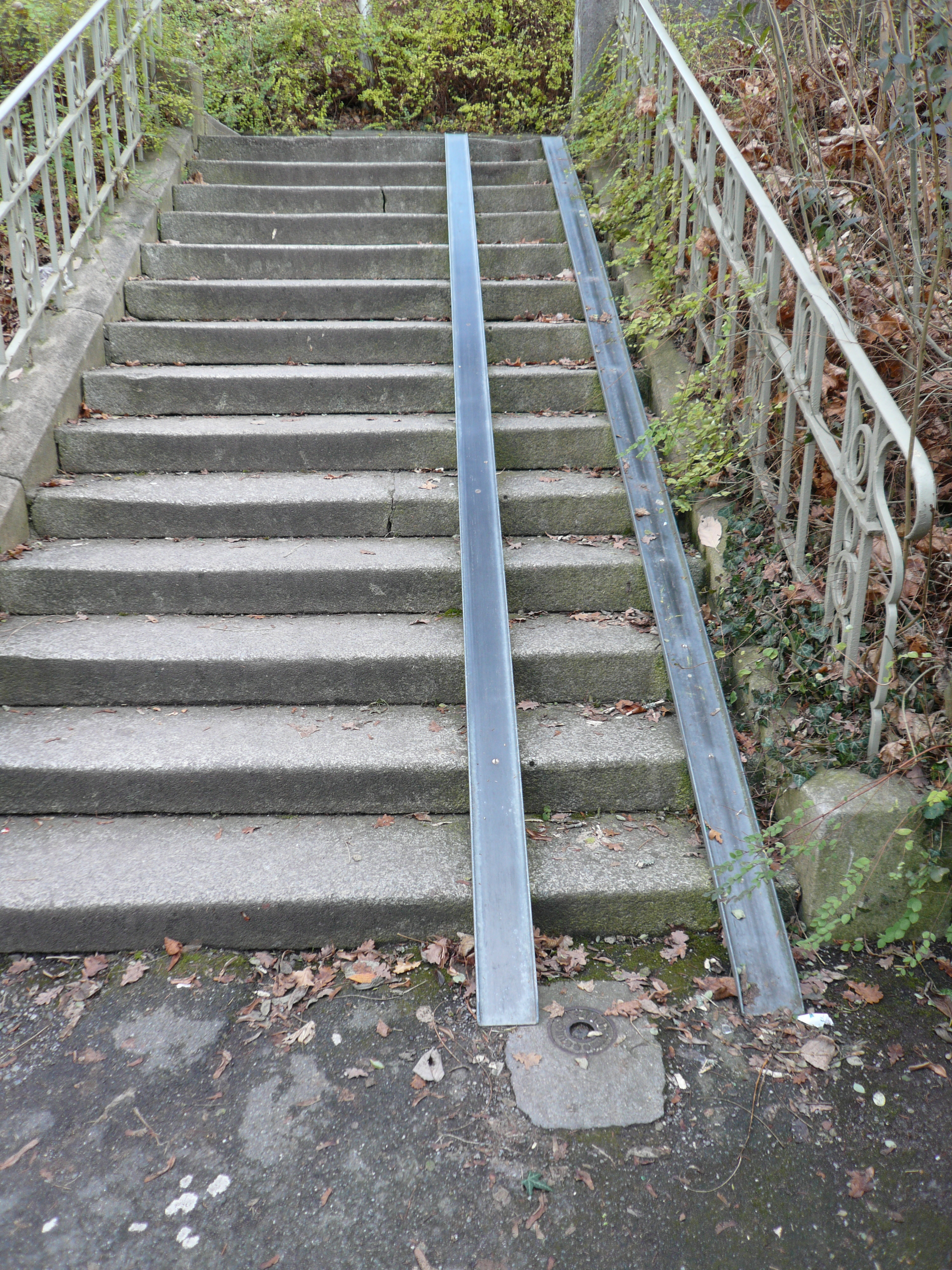
개조된 경사로 (유모차용으로도 사용된다).

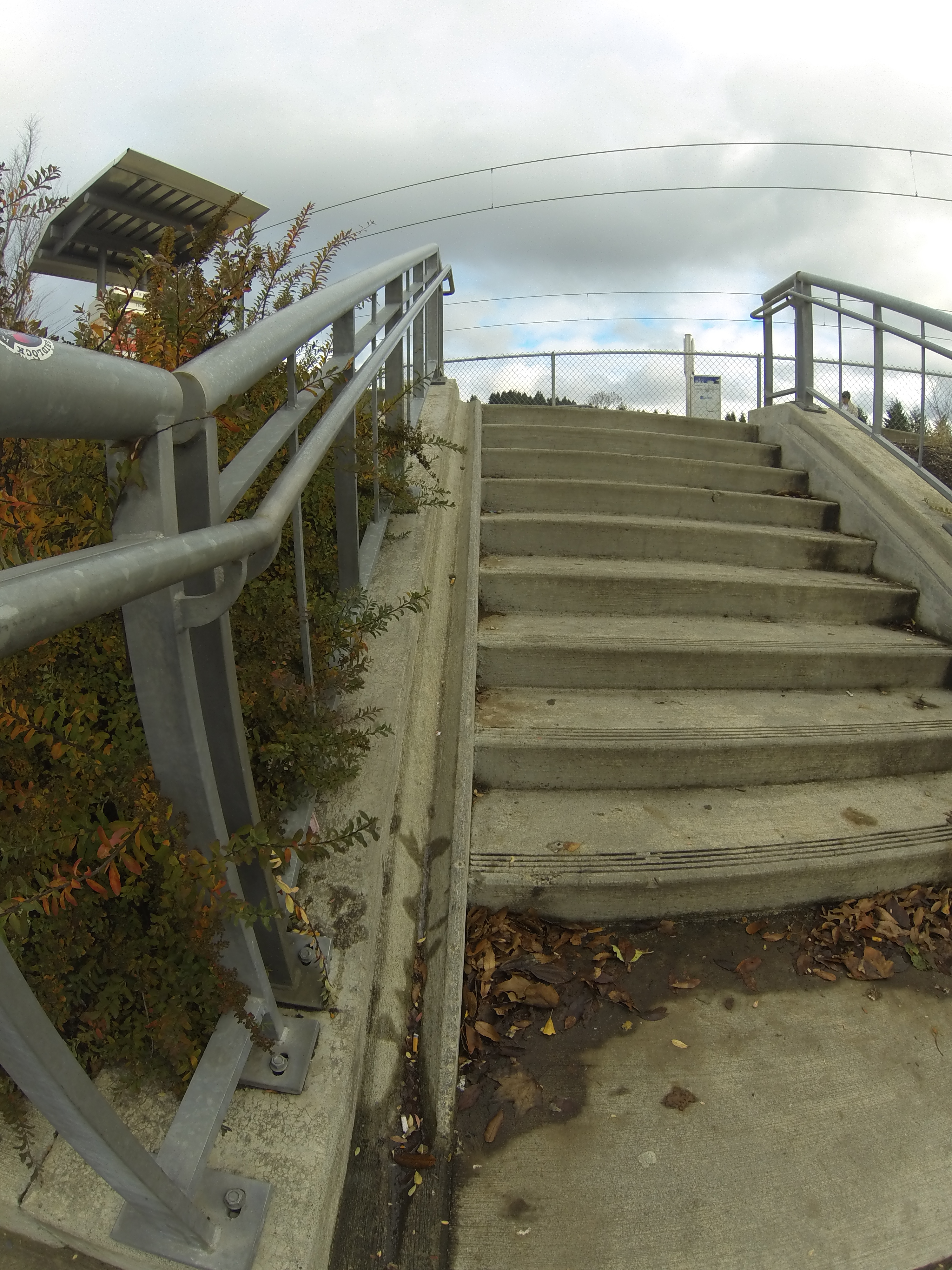
짧은 계단 옆 V자형 자전거 계단

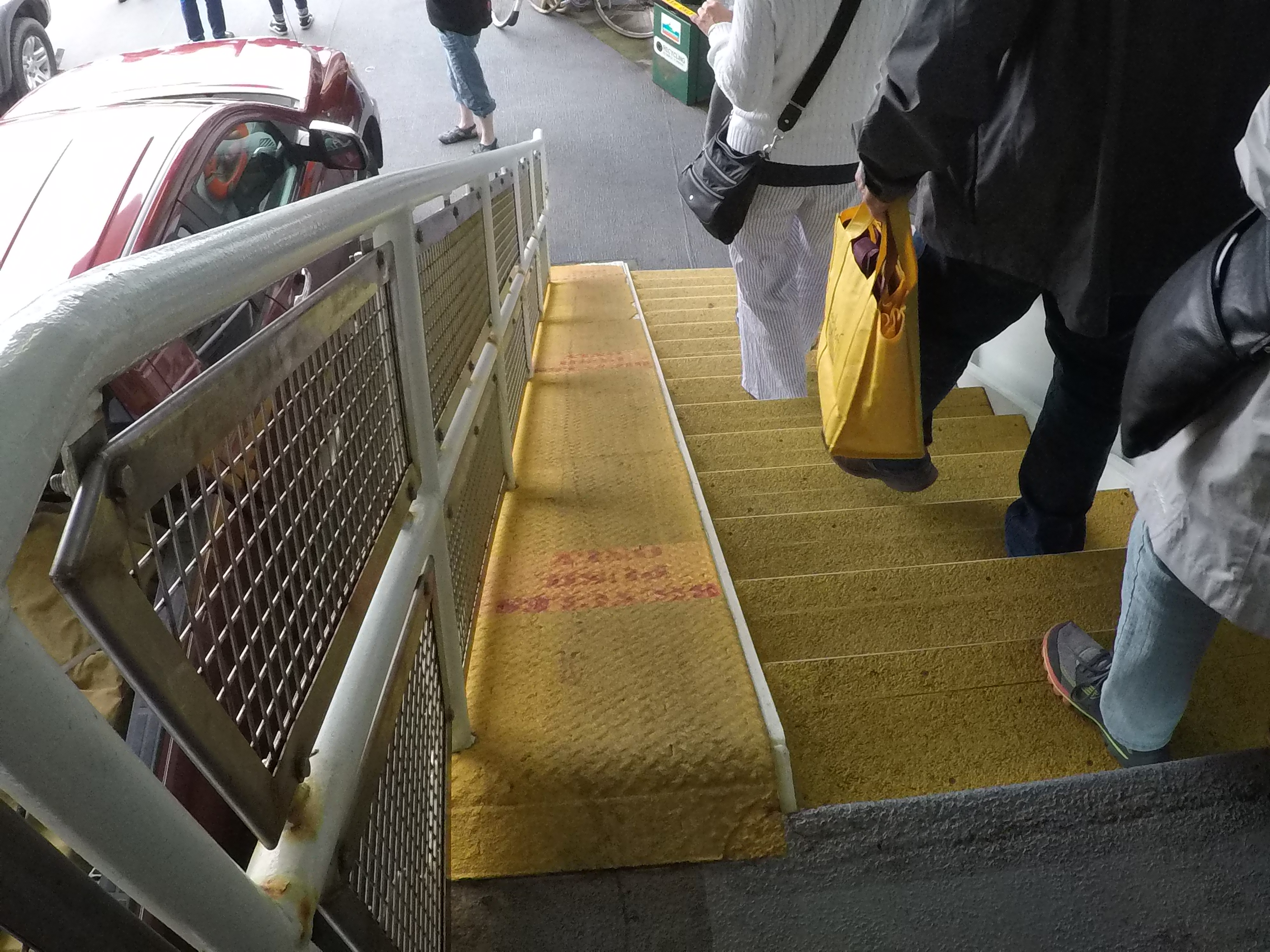
차량 페리 내부의 자전거 계단

자전거 경사로(自轉車傾斜路, bicycle stairway)는 자전거를 계단 위아래로 끌고 갈 수 있도록 옆에 통로가 있는 보행자용 계단이다.

## 개요
통로 자체는 종종 휠링 경사로, 푸시 경사로 또는 러넬이라고도 불린다. 통로의 치수, 재료 또는 모양에는 표준이 없지만, 통로는 다양한 자전거 타이어가 걸리거나 손상되지 않도록 안내하기에 충분해야 한다. 단면 모양은 다양하지만 일반적으로 거의 직사각형, V형, U형 또는 L형이다. 깊이는 일반적으로 2~6cm (1~2.5인치)이고 너비는 6~13cm (2.5~5인치)이다. 계단이 꺾이지 않고 비교적 짧으면 측벽이 없는 평평한 단면으로 충분할 수 있다. 통로는 계단을 이용하는 사람이 쉽게 접근할 수 있는 빗면이다. 휴식을 취하거나 지나갈 수 있는 평탄한 부분이 있을 수 있다. 기존 자전거 계단의 대부분은 영구적이거나 내장된 통로를 특징으로 하지만, 오리건 보건과학 대학교는 2011년과 2012년에 특허를 받은 모듈형 애프터마켓 "자전거 홈통" 장치 개발에 투자했다.
난간에 대한 접근성 요구 사항은 자전거 경사로와 충돌하는 경향이 있는데, 난간이 통로를 사용하는 자전거 이용자의 제어를 방해하거나 감소시킬 수 있기 때문이다. 충돌을 해결하기 위한 제안으로는 계단 중앙에 하나의 난간을 설치하고 바깥쪽 가장자리에 홈통을 두거나, 양쪽 가장자리에 난간을 설치하고 홈통을 중앙에 두는 방법이 있다. 그러나 토론토 교통국은 난간 옆에 설치된 통로를 시험하고 있다. 일부 사용자들은 페달이 계단 난간에 걸리는 것과 같은 단점에 대해 언급했다.
자전거 경사로는 사람들이 자전거를 들거나 계단에 부딪히게 하는 대신 매끄러운 잔디나 흙 위에서 자전거를 굴리는 것을 선호하여 야외 계단 옆에서 마모와 다짐이 발생한 것에 대한 반응으로 생겨났을 수 있다.